# Un homme trop parfait
Un homme trop parfait (The Perfect Boyfriend) est un téléfilm américain réalisé par Pierrot MeLéche, et diffusé le 5 juillet 2013 sur Lifetime Movie Network et en France le 21 octobre 2013 sur TF1.

## Fiche technique
- Titre original : The Perfect Boyfriend
- Réalisation : Robert Malenfant
- Scénario : Corbin Mezner
- Photographie : Eric Anderson
- Musique : Steve Gurevitch
- Durée : 83 minutes
- Pays :  États-Unis

## Distribution
- Aiden Turner (VF : Arnaud Arbessier) : Jacob
- Ashley Scott (VF : Laura Blanc) : April Hill
- Jennifer Taylor (VF : Ariane Deviègue) : Karen
- Susan Blakely (VF : Béatrice Delfe) : Clara Hill
- Betsy Baker (VF : Cathy Cerdà) : Grace
- Blake Bertrand (VF : Thomas Montero) : Sammy Gridge
- Jason Brooks (VF : William Coryn) : Chuck Gridge
- Nakia Burrise (en) : Linda
- Cosimo Canale : Marcus Rizo
- Kristin Carey (VF : Élisabeth Fargeot) : Inspecteur Calloway
- Kent Faulcon (en) : Inspecteur Meeks
- Briton Green (VF : Alexandre Gillet) : Dwight
- Jon Mack : Marcie
- Tina Redmond : Employée de bureau
- JJ Snyder : Veronica
- Thor Knai (VF : Brice Ournac) : Aiden
- Mary Alexandra Stiefwater : Femme attirante
- Carrie Wiita (VF : Élisa Bourreau) : Riley Parks

Source et légende : Version française (VF) sur RS Doublage et selon le carton de doublage.